# Parque natural del Delta del Ebro

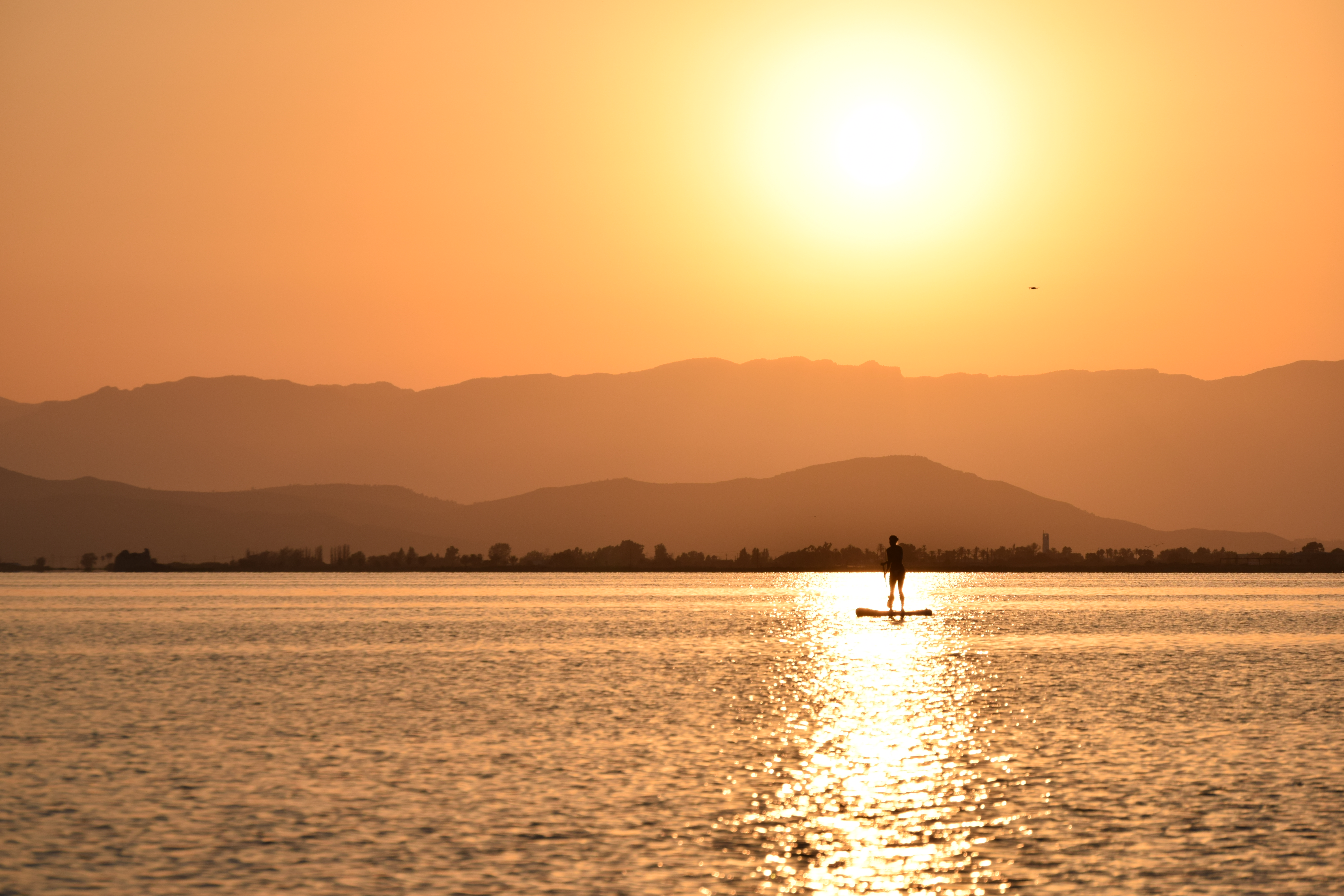
Atardecer estival en el parque natural del Delta de l´Ebro.

El parque natural del Delta del Ebro (en catalán, y de forma oficial, parc natural del Delta de l'Ebre) es un espacio natural protegido español situado en la desembocadura del río Ebro, en la provincia de Tarragona, Cataluña, España, entre las comarcas del Bajo Ebro y del Montsiá. Fue declarado parque natural en agosto de 1983 y ampliado en 1986. Actualmente cuenta con una extensión de 7736 ha (3979 ha en el hemidelta derecho y 3757 ha en el izquierdo). Es zona ZEPA, espacio del convenio de Ramsar y forma parte de la reserva de la biosfera de las Tierras del Ebro.
El río Ebro, el más caudaloso de España, es el principal responsable de este entorno, aportando los materiales arrancados de su cabecera para depositarlos aquí, en la conjunción con el Mediterráneo. Los sedimentos son por lo tanto, materiales provenientes de los Pirineos, el sistema Ibérico y la cordillera Cantábrica, lugares de donde nace el río. La cantidad de materiales sedimentados han creado una superficie de más de 320 km², en la que se han formado numerosos hábitats. La actual forma del Delta es una «flecha» perfectamente dibujada que penetra cerca de 22 km en el mar, creando así el tercer mayor delta del Mediterráneo tras el delta del Nilo con 24 000 km² y el del Ródano, que abarca una superficie de 500 km².
El delta del Ebro es la zona húmeda más grande de Cataluña y una de las más importantes de Europa Occidental detrás del parque regional de la Camarga en Francia y del parque nacional de Doñana en el sur de España.

## Geografía

### Climatología

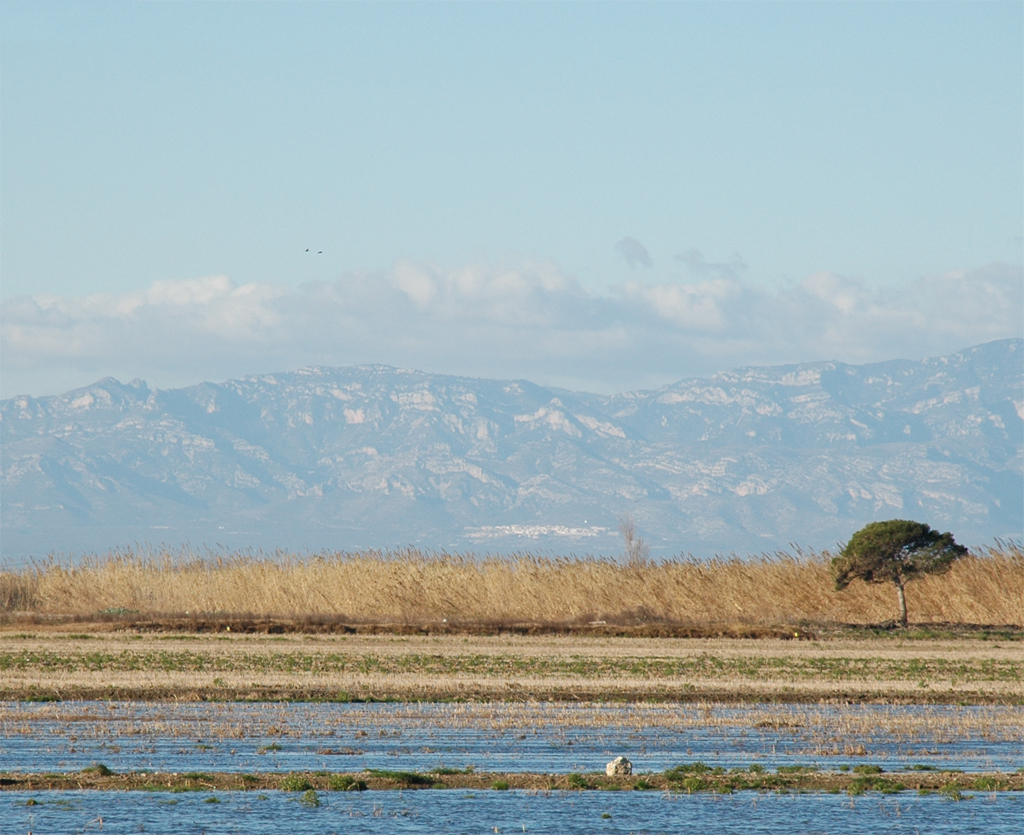
Arrozales cerca de Deltebre

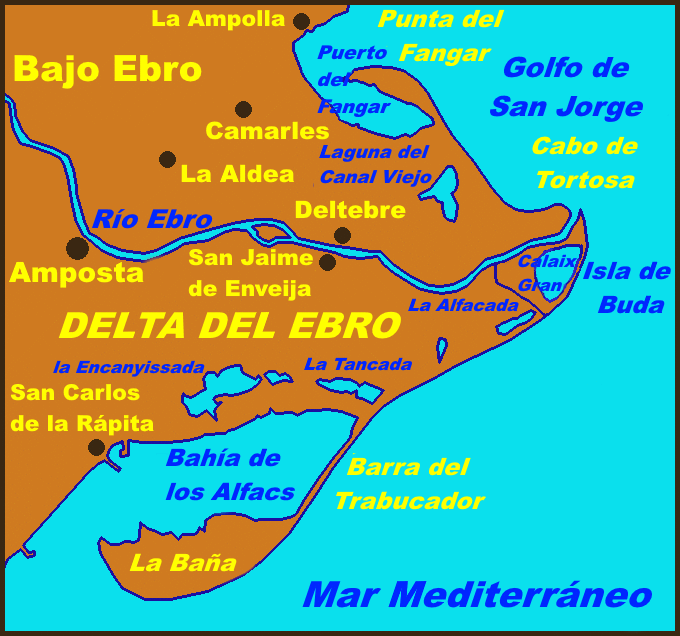
Mapa detallado del Delta del Ebro

En el Delta del Ebro el clima es típico del Mediterráneo, con temperaturas moderadas (temperatura media de 17 °C) y elevada humedad, con precipitaciones escasas y de régimen tempestuoso. El verano es seco, mientras que la primavera y el otoño son las estaciones en las cuales hay una mayor precipitación. El fenómeno más característico de este territorio es el viento, que suele ser persistente y muchas veces intenso. El más frecuente es el procedente del norte y del noroeste, este último con un bajo contenido de humedad y conocido con el nombre de «viento de arriba». Los vientos del este y del noreste son los denominados «de levante» y son los responsables de las lluvias y de la entrada de agua de mar a las lagunas litorales. La frecuencia del viento en el Delta del Ebro es debida al encajonamiento entre montañas en qué discurre la parte final del río, antes de llegar al delta. Este tubo natural es el responsable de la canalización de los vientos que circulan a gran velocidad, sobre todo en el invierno, cuando tienen una gran violencia.

### Unidades del paisaje

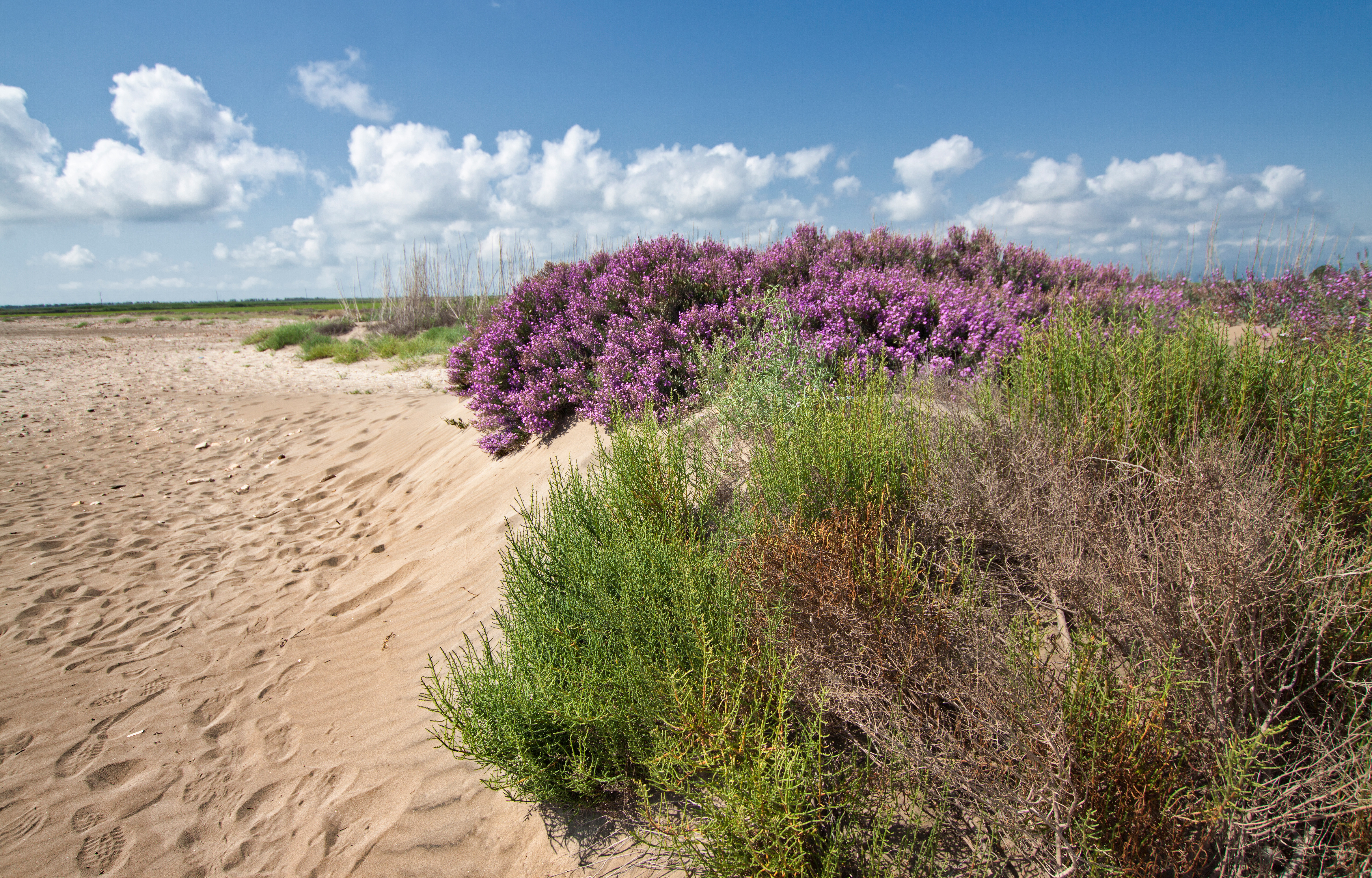
Dunas en la Punta del Fangar

#### Dunas móviles
Las dunas son un elemento cambiante, dinámico y muy característico de las playas del Delta. Con el paso de los años, las dunas tienden a desaparecer como consecuencia de la acción humana, debido al uso de maquinaria y la urbanización del litoral. Si las dunas acaban por desaparecer completamente, las plantas y los animales también. En el Delta encontramos playas arenosas, donde se ha originado el paisaje dunar más extenso de Cataluña, una de las zonas más sensibles del parque en lo que se refiere a su conservación. Las dunas dependen de su proximidad al mar y de la influencia de los vientos, que transportan los sedimentos de las playas. En las dunas más estables aparecen unas comunidades vegetales llamadas psammófilas, adaptadas a la movilidad del suelo, alta permeabilidad y un elevado índice de reflexión solar. En primavera y en verano florecen plantas como la uña de gato y el salado (Limoniastrum monopetalum). Se deben proteger de la presión urbanística y el paso de personas y vehículos que pueden dañar a la comunidad vegetal y, consecuentemente, a animales y plantas que necesitan de las dunas para sobrevivir.

#### Zonas salobres

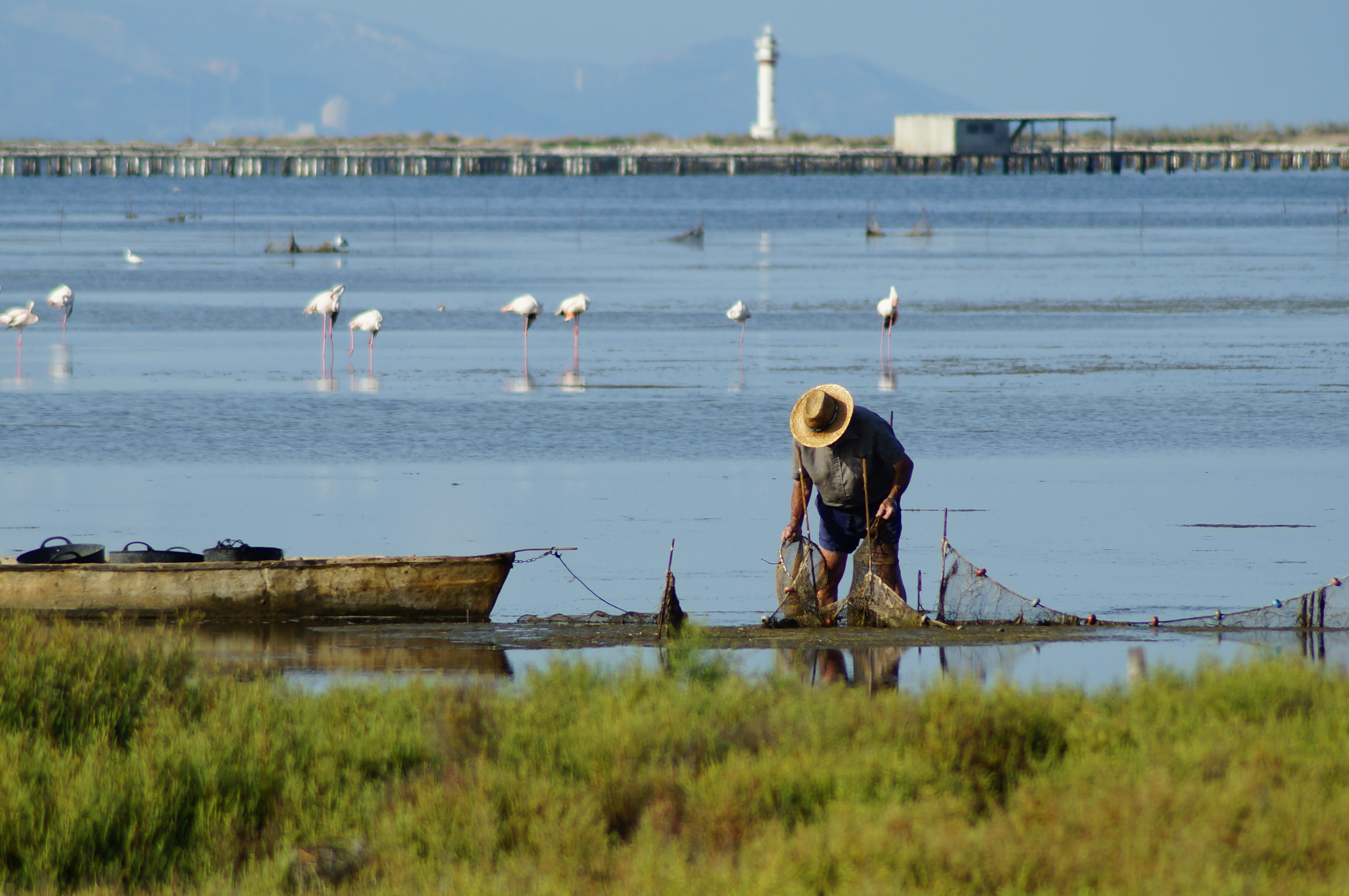
Un pescador trabajando

Todas las lagunas del delta del Ebro poseen a su alrededor un cinturón de vegetación helofítica muy característica, compuesta sobre todo de cañaverales y carrizales que conforman la comunidad Typho-Schoenoplectetum glauci. Son lagunas de aguas dulces debidas sobre todo a la aportación de aguas provenientes de los arrozales.
La laguna de las Ollas es la más pequeña de todas las del delta, es muy poco salada y está separada del mar por una barra de arena. Tiene poca importancia para las aves acuáticas.
La laguna del Canal Viejo posee tres cubetas diferentes y posee un abundante cinturón de vegetación helofítica.
La isla de Buda tiene una laguna central de extensión considerable y unas pequeñas lagunas inmersas en un denso carrizal que reciben el nombre local de «quemados». La gran laguna central posee dos cubetas, el Cajón Grande y el Cajón de Mar, que tienen una salinidad diferente: la del Mar es más salada, y por esto está rodeada de vegetación típica de salobrar (comunidad Arthrocnemetum fruticosi) donde predomina la Salicornia. Esta cubeta recibe a veces aportaciones de agua de mar a causa de los temporales de levante. La otra cubeta, el Cajón Grande, recibe la aportación de agua dulce de los arrozales y de los canales, razón por la cual se comporta de manera muy diferente, tanto a nivel de poblamiento vegetal sumergido como por la abundante vegetación helofítica que la rodea.

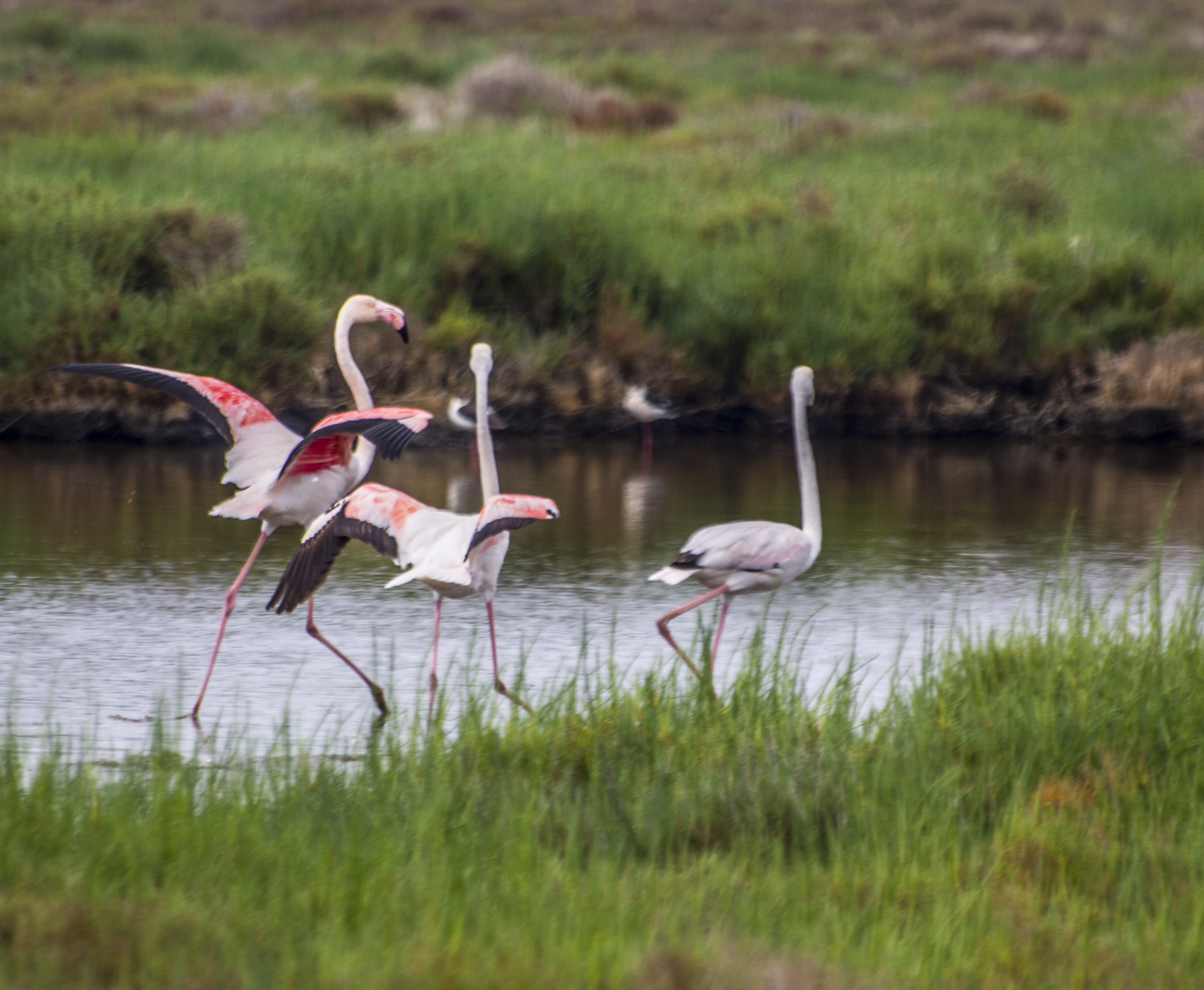
Familia de flamencos

La Alfacada es una pequeña laguna próxima a la garganta de Mediodía. Está rodeada de vegetación helofítica y en invierno puede recibir aportaciones de agua de mar cuando hay temporales.
La Platjola es una laguna alargada de pequeña extensión que está comunicada con el mar y es lo que queda de una antigua desembocadura del río.
El perfil sur del Delta del Ebro está dominado por la presencia de dos lagunas relativamente grandes: la Cerrada y la Encanyissada. La Cerrada, tal y como dice su nombre, no tiene comunicación directa natural con el mar, pero sí que entra en contacto con la bahía merced a unas acequias y canales construidos por el hombre. Presenta abundante vegetación helofítica y en la parte sur entra en contacto con la explotación de las salinas de San Antonio; por esto en esta parte encontramos muestras de vegetación halófila, al igual que en el lado este, donde se observan buenos ejemplares de junqueras halófilas. Se pueden distinguir en ella dos cubetas básicamente similares.
La Encanyissada es la laguna más próxima a la localidad de San Carlos de la Rápita y es la más grande de todas las del Delta del Ebro. También está dividida en dos cubetas y se comunica con la bahía de los Alfacs de manera natural por un canal sito en la parte occidental de la laguna. Posee un cinturón de vegetación helofítica considerable y zonas más pequeñas salinas.

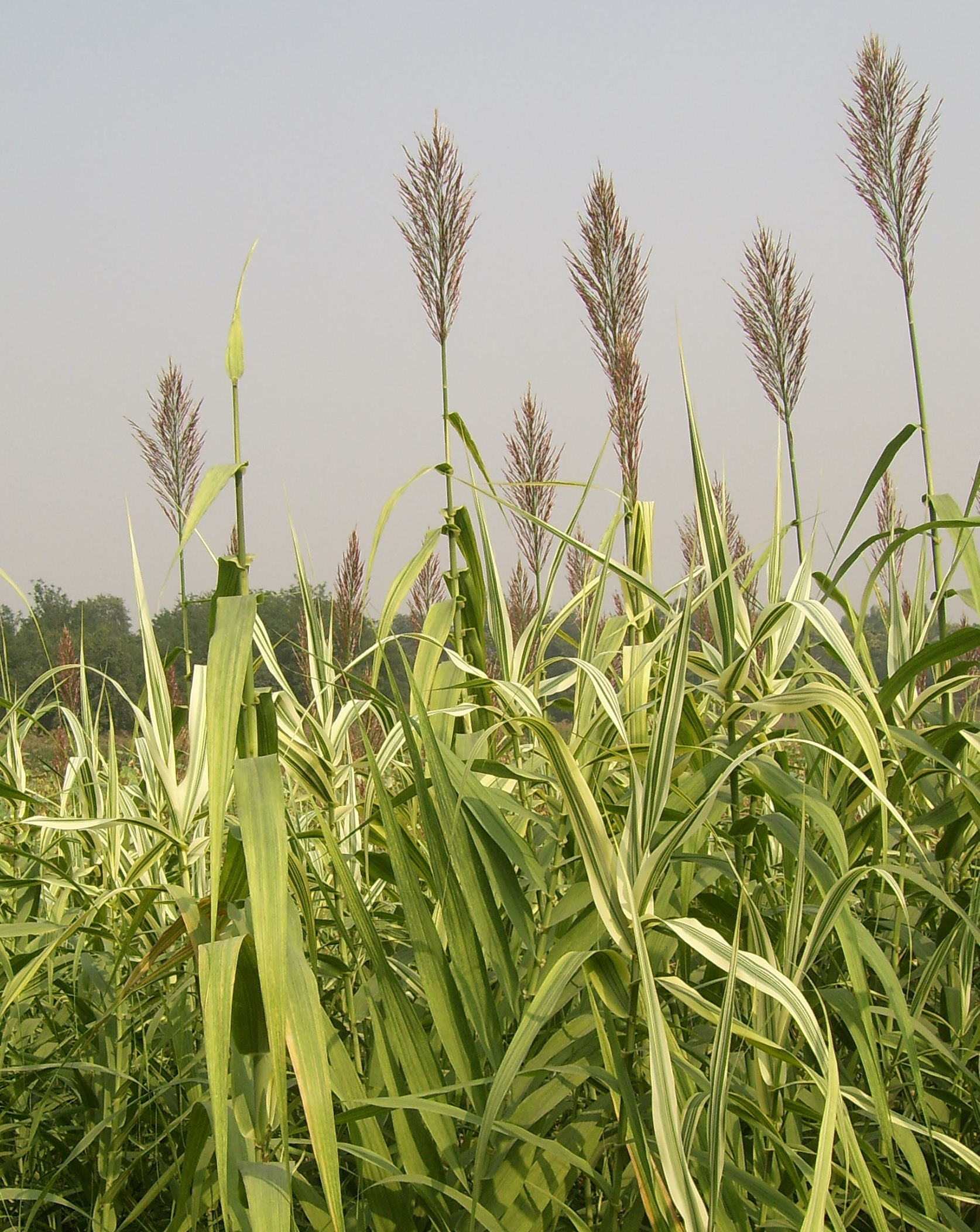
Los cañaverales son, junto con los carrizales las plantas más representativas

En todas las lagunas es importante la presencia de macrófitos, pues además de ofrecer protección a los peces contra el calor y los depredadores, constituyen un recurso alimentario de primera magnitud para las aves acuáticas. La conservación de los macrófitos se ha convertido en un tema esencial, puesto que la acción de los diversos productos fitosanitarios que se emplean en los cultivos de la zona ha hecho menguar considerablemente en algunas lagunas el contenido de vegetación sumergida.

#### Bosque de ribera
La vegetación que ocupa los márgenes del río pertenece a la denominada vegetación de ribera (Populetalia y Nerio Tamaricetea) y corresponde a las únicas comunidades forestales del delta, es decir, a los conocidos bosques de ribera, entre los que destacan la alameda (Populus alba), especialmente presente en la Isla de Gracia, y que forma parte de la comunidad Vinco-Populetum albae. Otra comunidad de este tipo que podemos encontrar es el Arundina-Convolvuletum sepium.
En las riberas salobres y en las dunas húmedas podemos encontrar los tarays (Tamarix gallica), pertenecientes a la comunidad Tamaricetum canariensis.

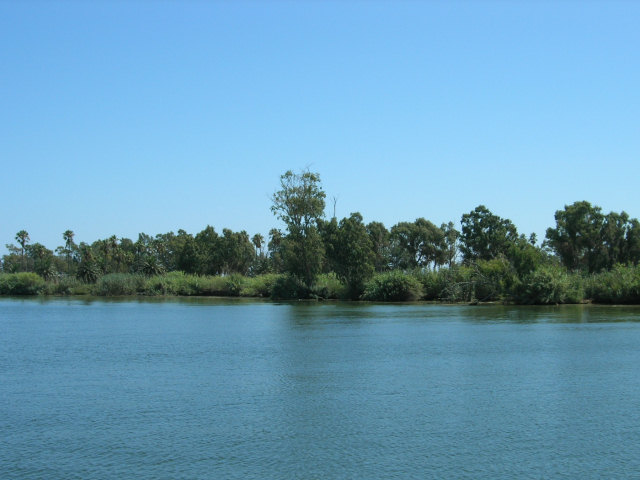
Bosque de ribera. Isla de Buda

## Flora
Las tierras de este delta presentan un grado de salinidad notable que oscila desde los suelos salados hasta las tierras fértiles considerablemente aptas para el cultivo, y esto genera una variedad de vegetación de gran interés. Por esto, la masa vegetal de estos lugares ofrece particularidades notables. Se pueden encontrar todos los biotopos característicos de las zonas húmedas en una variedad y, sobre todo, en mayor cantidad que en otras zonas húmedas de Cataluña. Las comunidades más importantes son las salinas, que aparecen en aquellas zonas de alta salinidad, cosa lógica, por otro lado, en un ambiente en el cual la influencia del mar es tan palpable. El agua marina penetra en la capa freática que, al evaporarse, concentra las sales en la superficie. La vegetación halófila de terrenos salinos o Arthrocnemetea agrupa las comunidades vegetales Arthrocnemetum fruticosi, Schoeno-Plantaginetum crassifoliae, Salicornietum emerici y Crucianelletum maritimae, bien representadas cerca de las salinas de San Antonio, en la Cerrada, y en las de la Trinidad, en la Punta del Cuerno.
Los cañaverales y los carrizales tienen una importancia extrema. La vegetación correspondiente recibe el nombre de heliofítica o Phragmitetea y sus comunidades son Typho-Schoenoplectetum glauci y Scirpetum maritimi-littoralis. En la zona denominada Los Colmillos (surgencias de agua dulce en la parte occidental del hemidelta sur) se puede encontrar la comunidad Potamogetum denso-nodosi, rica en Nymphaea alba, un nenúfar muy bello.
Las comunidades vegetales que pueblan las dunas o Ammophiletea, que están más o menos fijadas, corresponden a las comunidades Agropyretum mediterraneum, Ammophiletum arundinaceae y Crucianelletum maritimae, como más importantes. Son características de estas zonas el barrón (Ammophila arenaria) y la (Euphorbia paralias).
La vegetación que ocupa los márgenes del río pertenece a la denominada riparia (Populetalia y Nerio Tamaricetea) y corresponde a las únicas comunidades forestales del delta, es decir, a los conocidos bosques de ribera, entre los cuales sobresalen el álamo blanco (Populus alba), especialmente presente en la Isla de Gracia, y que forma parte de la comunidad Vinco-Populetum albae. Otra comunidad de este tipo que puede encontrarse es la Arundini-Convolvuletum sepium.
En las riberas salobres y en las dunas húmedas podemos encontrar los tarajes (Tamarix gallica), pertenecientes a la comunidad Tamaricetum canariensis.

## Fauna

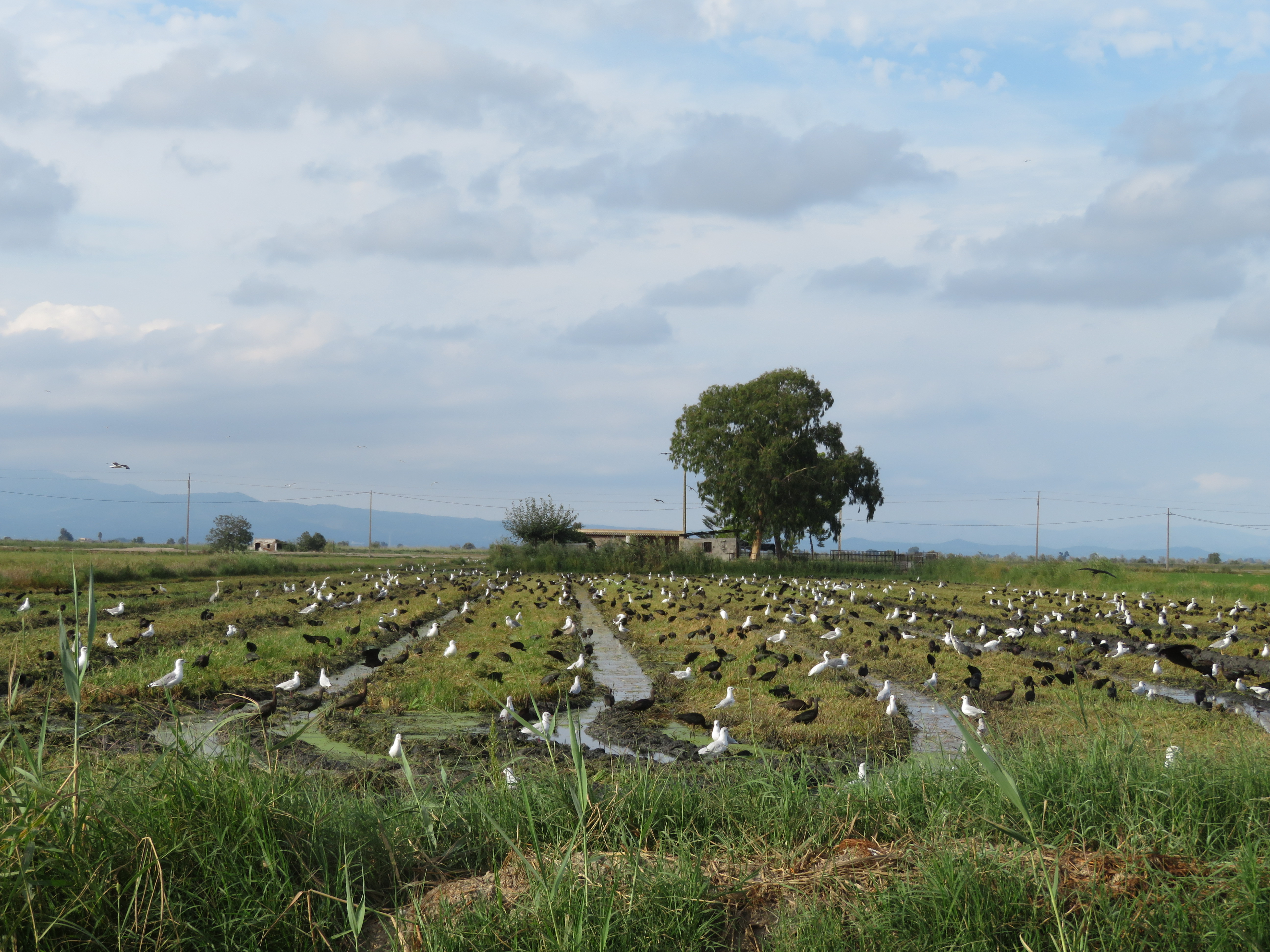
Fauna del Delta del río Ebro.

El humedal del delta del Ebro es de importancia internacional para cientos de especies de fauna vertebrada, siendo la mayoría aves. Aquí nidifican 95 especies, invernan, reposan y se alimentan durante las migraciones de muchas otras especies. El delta del Ebro alberga 316 especies de aves comunes y unas 360 de aves registradas de las 600 existentes en Europa.

## Actividad humana

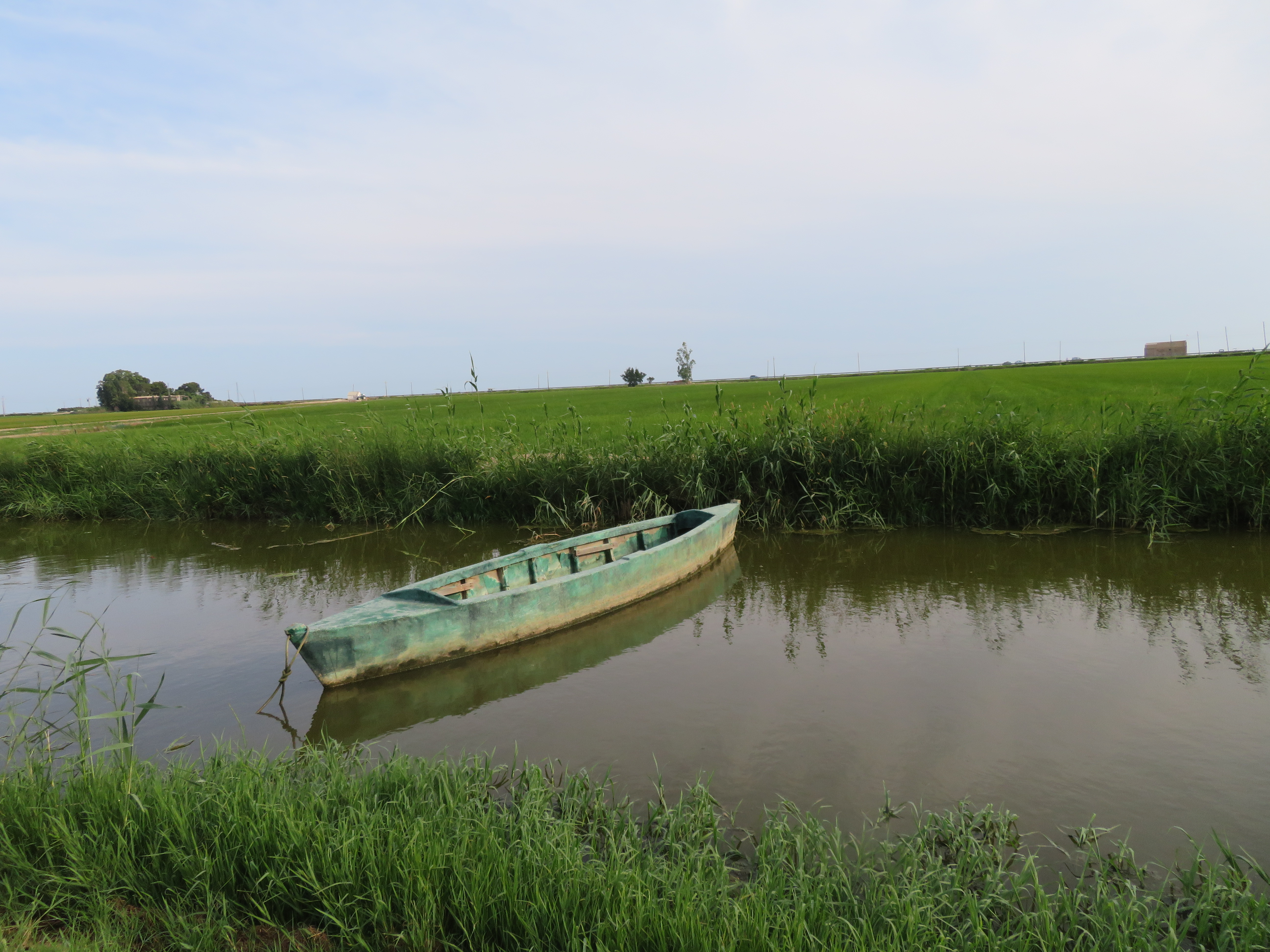
Barca de perchar denominada Pontona, es un modo de navegación típica del Delta del Ebro.

El Delta del Ebro cubre 320 km², el 20 % de los cuales son áreas naturales, y un 75 % es superficie cultivable, la restante urbana. Viven en él unas 50000 personas.
Las actividades económicas importantes incluyen la agricultura (huerta, frutales, arroz...), la pesca, la acuicultura y el turismo, con un valor económico anual total de unos 100 millones de euros.

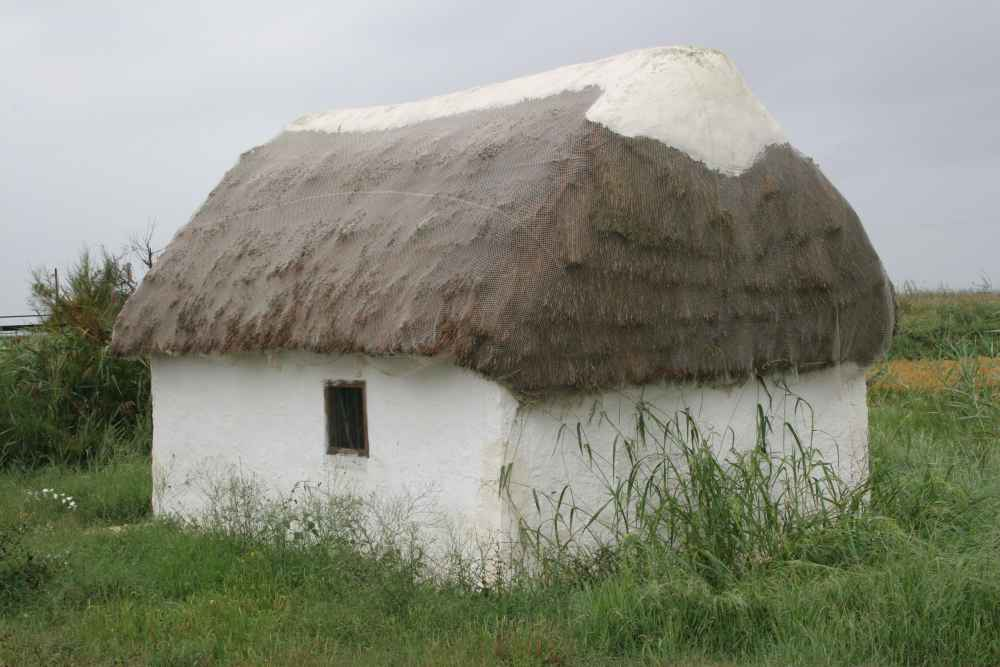
Barraca tradicional del Delta

Los campos de arroz cubren unas 20 000 ha. Asimismo mantiene una actividad de pesca importante. Además en la punta de la Banya se encuentran las salinas de la Trinidad (San Carlos de la Rápita). También es relativamente habitual que el Delta se convierta en escenario para el rodaje de videoclips musicales (como el de U2; ver artículo How to Dismantle an Atomic Bomb) o anuncios publicitarios.
El arrozal forma parte sustancial del paisaje del Delta y constituye por sí mismo una zona húmeda de importancia capital que comporta, por un lado, una producción alimentaria enorme para las especies salvajes, y, por otro lado, la existencia de una vegetación característica. Son multitud las especies animales que se aprovechan del arrozal en alguna época de su ciclo. El ciclo arrocero exige inundaciones periódicas de una gran cantidad de la superficie deltaica (40 %), y su posterior desecación, mientras que, a su vez, sucesivos aportes de agua dulce desembocan a través de canales y acequias en las lagunas litorales y, más tarde, en el mar.
Pese a la situación actual, en la cual la explotación agrícola es máxima, hay que tener en cuenta que el cultivo arrocero, y de otros tipos, no fue implantado en el delta hasta el final del siglo XIX, con la apertura de los canales de la derecha y de la izquierda, y que hasta entonces el tipo de explotación había sido muy diferente.
En épocas pasadas, el aprovechamiento se centraba en las salinas (desde el siglo X), ganadería (desde el siglo XIV) y caza y pesca seguramente desde siempre. Así, pues, hasta el siglo XIX la actividad humana incidía en el sistema deltaico aprovechando de manera natural los recursos que ofrecía. A partir del advenimiento agrícola de la zona, hubo un aumento demográfico de suma importancia al poblarse el Delta del Ebro con gente proveniente de la Comunidad Valenciana y del Ampurdán.

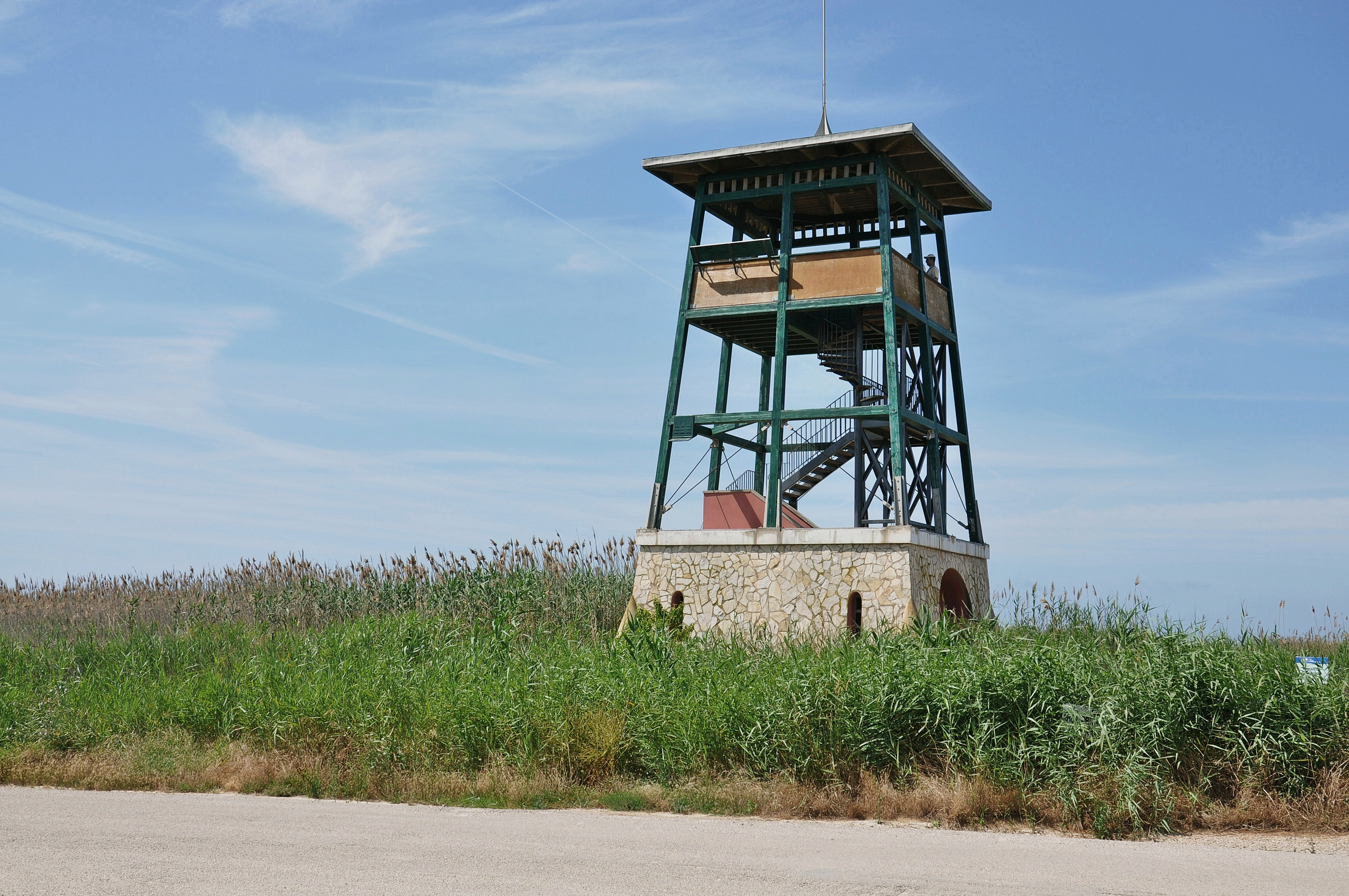
Puesto de observación

De las salinas del Delta se puede decir que han sido, junto con la pesca, la base económica del territorio hasta la llegada del arroz en la segunda mitad del siglo XIX. En la actualidad sólo quedan unas pocas salinas, las de la Trinitat en la Punta de la Banya; pero las hubo muy famosas, como las de Sant Antoni o Negret donde estaba la piscifactoría Aquadelt, la de Capsir i Calent, una en el camino de Panisello y la otra en la Llanada, en Sant Jaume.
El sistema de cultivo arrocero en el Delta del Ebro es cíclico. Desde el mes de abril hasta septiembre (época de recogida del arroz), el agua dulce circula desde el río, pasando por canales y acequias, hasta los campos y desemboca en las lagunas litorales y de estas al mar. Por el mes de diciembre se cierran las compuertas de entrada y el agua permanece estancada en campos y canales, donde se evapora durante el invierno hasta llegar a la sequía casi total al final de febrero. Durante el mes de marzo los campos se trabajan y se preparan para la siembra, y en entonces quedan totalmente secos, hasta que vuelven a inundarse en abril y vuelve a comenzar el ciclo. De este modo, la dinámica hidrológica junto con ciertos fenómenos naturales enmarcan el Delta del Ebro en una situación atípica, puesto que la salinidad de los lagos es más alta en invierno que en verano, mientras que tendría de ser al revés, puesto que la evaporación del verano debería concentrar las sales, pero la aportación de agua dulce en esta época hace que acontezca lo contrario. Este fenómeno extremamente singular, unido al ciclo de productividad del arroz, hace que los ritmos biológicos se alteren, de forma que se ha podido apreciar que el verdadero regulador, el reloj biológico que marca la pauta en las fluctuaciones poblacionales de la fauna es el cultivo del arroz. Un ejemplo se encuentra en el retardo de la nidificación de muchas aves respecto a poblaciones de otros lugares de latitud similar, adecuando así el nacimiento de las crías a la época de maduración del arrozal, lo que permite alimentar mejor a las crías, fenómeno que ha sido comprobado tanto en patos como en paseriformes.

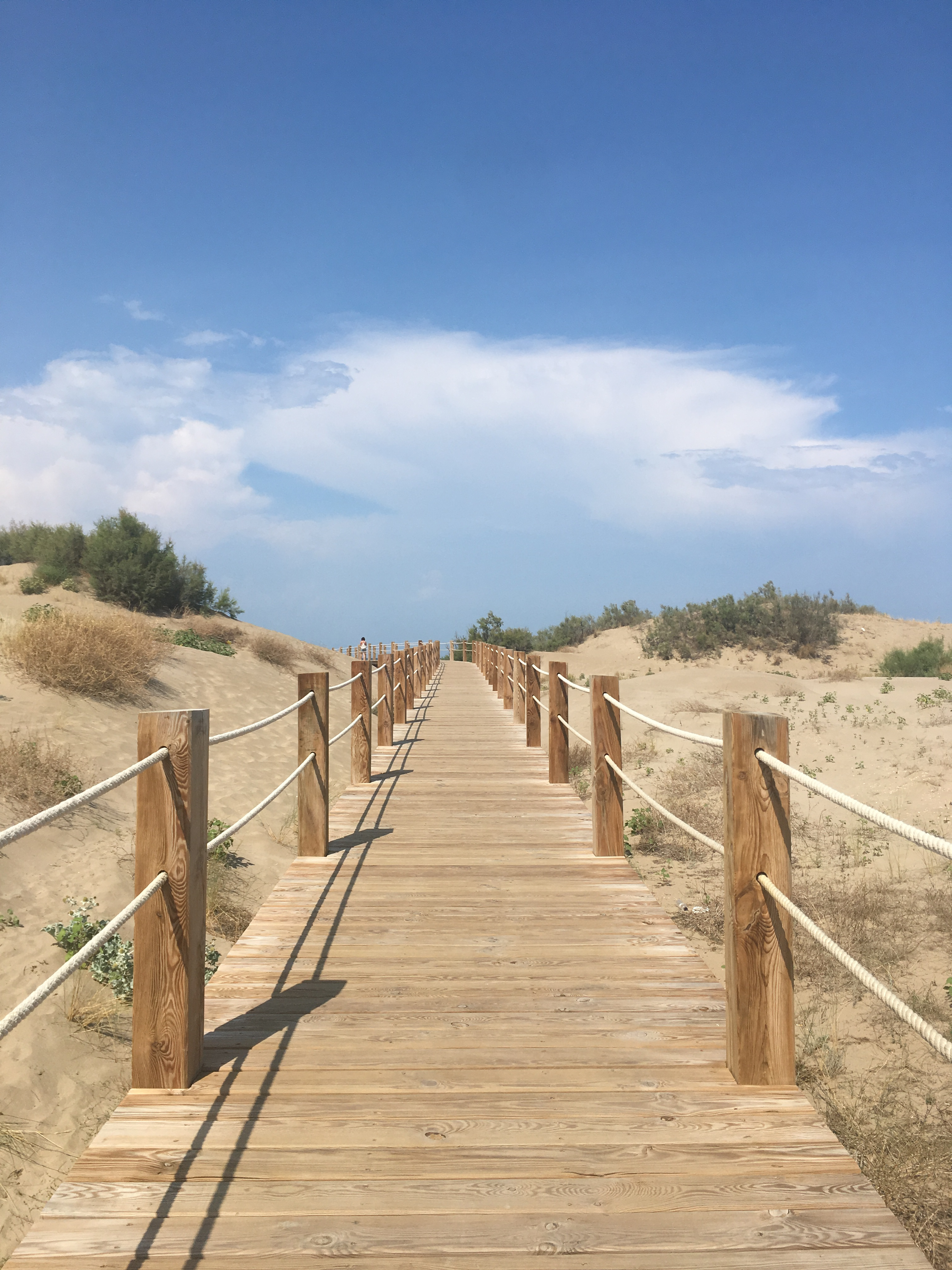
Pasarela de la playa de Riumar

Otro de los paisajes del Delta del Ebro son Els Ullals de Baltasar. Es una zona que se encuentra situada entre las localidades de San Carlos de la Rápita y Amposta en la comarca del Montsià. Allí se encuentran las surgencias permanentes de agua dulce continental más destacadas. El agua procede de las montañas del Montsià y de los Puertos de Tortosa-Beseit.
Tienen una extensión de aproximadamente 10 hectáreas y se pueden contar unos 40 que pueden llegar a tener una profundidad de 6 metros.
La flora y fauna del lugar es muy rica y conviven especies tales como tortugas, ranas y aves características de este espacio como pueden ser los curruca capirotada y los abejaruco. También encontramos bosques de eucaliptus y nenúfares que hacen del lugar una zona de obligada visita para el aficionado a la fotografía.

## Historia
La primera manifestación del delta del Ebro tiene lugar hace unos 10.000 años, en el mesopotamio. En aquella época, el delta debía tener una extensión parecida a la actual, según indican los sedimentos encontrados en su límite exterior. Sin embargo, el ascenso marino provocado durante el deshielo de la última glaciación hizo retroceder la costa tierra adentro, hasta que se detuvo hace unos 6000 años y empezó la formación de los deltas actuales.
Existen dos teorías sobre la formación del delta. En la primera, el río Ebro desembocaba en un gran estuario en Tortosa en época de los romanos y no había rastro alguno del delta; en la segunda, ya tenía cierta amplitud. Con todo, lo único seguro es que su forma ha ido cambiando. Varios historiadores sitúan la distancia entre la desembocadura y Tortosa en unos 20 km hacia el siglo XV.

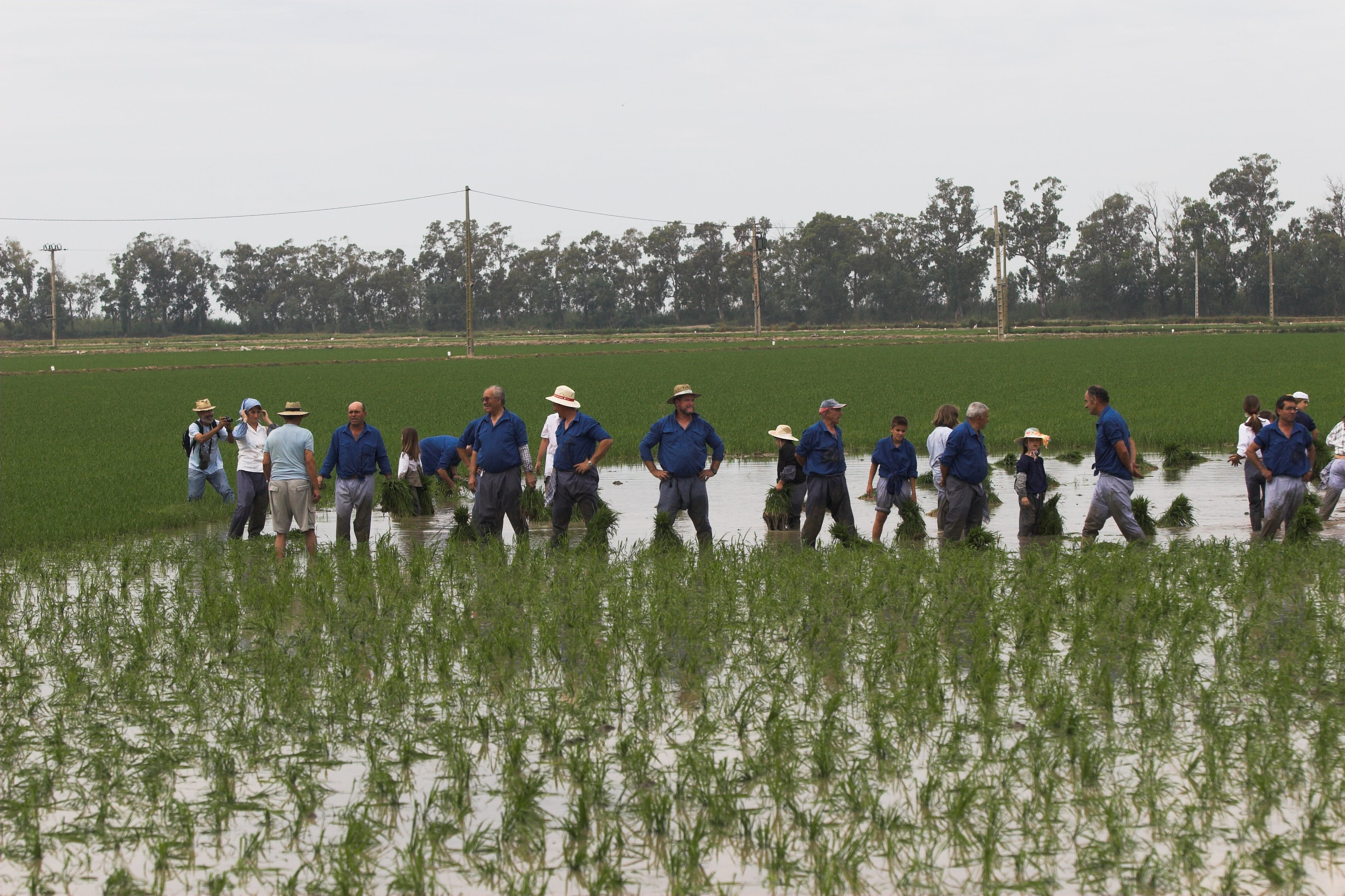
Agricultura en el delta

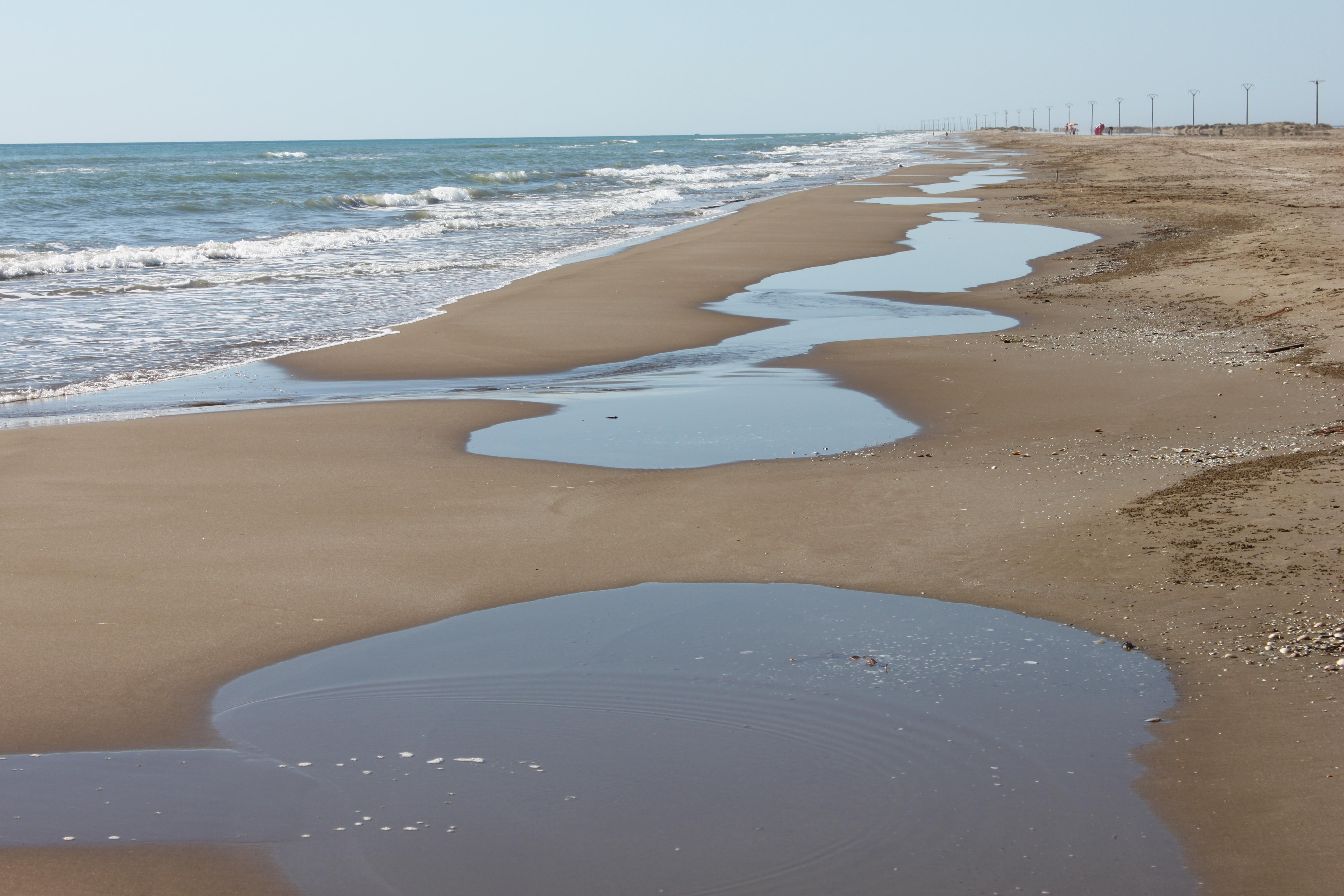
Playa del Trabucador

El mayor desarrollo se da a partir de los siglos XIV y XV, debido a una gran deforestación de la cuenca del Ebro. A finales del siglo XVIII, Carlos III inicia la construcción de un canal entre Amposta y San Carlos de la Rápita para facilitar la navegación, pero la enorme cantidad de residuos sólidos que aportaba el río en esa época acaba por hacer fracasar el proyecto.
En la segunda mitad del siglo XX, la construcción de embalses en el río frena las aportaciones sólidas que mantenían y desarrollaban el delta, y empieza el retroceso causado por la erosión marina.

## Problemática medioambiental
Actualmente instalaciones de grandes presas hidroeléctricas en el cauce del río (Mequinenza, Ribarroja de Ebro, Flix, etc) han frenado el crecimiento del Delta. La erosión marina es mayor a los sedimentos depositados por el río, contribuyendo así, a la desaparición de muchos metros de tierra favoreciendo el retroceso del Delta. Prueba de ello son las fotografías y mapas que acreditan el cambio que ha sufrido el Delta en los últimos 50 años, sobre todo en la parte donde el río y el mar confluyen haciendo desaparecer entre otros el primer faro del Delta que actualmente se encuentra sumergido bajo el agua. A estos problemas hay que añadir el hundimiento de la zona del delta, la intrusión salina, la introducción de especies foráneas, la problemática de nuevos trasvases, la disminución del caudal del río Ebro, los contaminantes acumulados en el pantano de Flix, etc.
También destaca la presencia en especies invasoras como el cangrejo azul.